# Cao ủy về những đe dọa, thách thức và thay đổi
Cao ủy về những đe dọa, thách thức và thay đổi của Liên Hợp Quốc được thành lập vào năm 2003 để phân tích các mối đe dọa và thách thức đối với hòa bình và an ninh quốc tế, và đề nghị hành động dựa trên phân tích này. Nó được chủ trì bởi cựu Thủ tướng Thái Lan Anand Panyarachun, các thành viên của nó bao gồm cựu Cố vấn an ninh Quốc gia Hoa Kỳ Brent Scowcroft, cũng như một số người trước đây đứng đầu các chính phủ và ngoại trưởng là thành viên. Trong tháng 12 năm 2004, nó đưa ra một báo cáo về các mối đe dọa đối với hòa bình và an ninh.

## 10 mối đe dọa
Trong báo cáo năm 2004 của mình, cao ủy xác định 10 thứ đe dọa:
1.Nghèo đói
2.Bệnh truyền nhiễm
3.Suy thoái môi trường
4.Xung đột giữa các nước và trong nước
5.Nội chiến
6.Diệt chủng
7.Những tội ác khác (thí dụ buôn bán phụ nữ và trẻ em làm nô lệ tình dục, bắt cóc để lấy các bộ phận cơ thể)
8.Vũ khí hủy diệt hàng loạt (Gia tăng vũ khí hạt nhân, vũ khí hóa học, vũ khí sinh học)
9.Khủng bố
10.Tội phạm có tổ chức đa quốc gia